# 飯江川
飯江川（はえがわ）は、矢部川水系の支流で主に福岡県みやま市を流れる河川。流路延長6.70km。

## 地理
福岡県みやま市および熊本県玉名郡南関町付近を水源とし、みやま市高田町徳島とみやま市瀬高町河内の境界で矢部川に合流する。

## 支流
- 大根川
- 待居川
- 真弓川

## 流域の自治体
熊本県
玉名郡南関町
福岡県
みやま市